# Municipio de Buctzotz

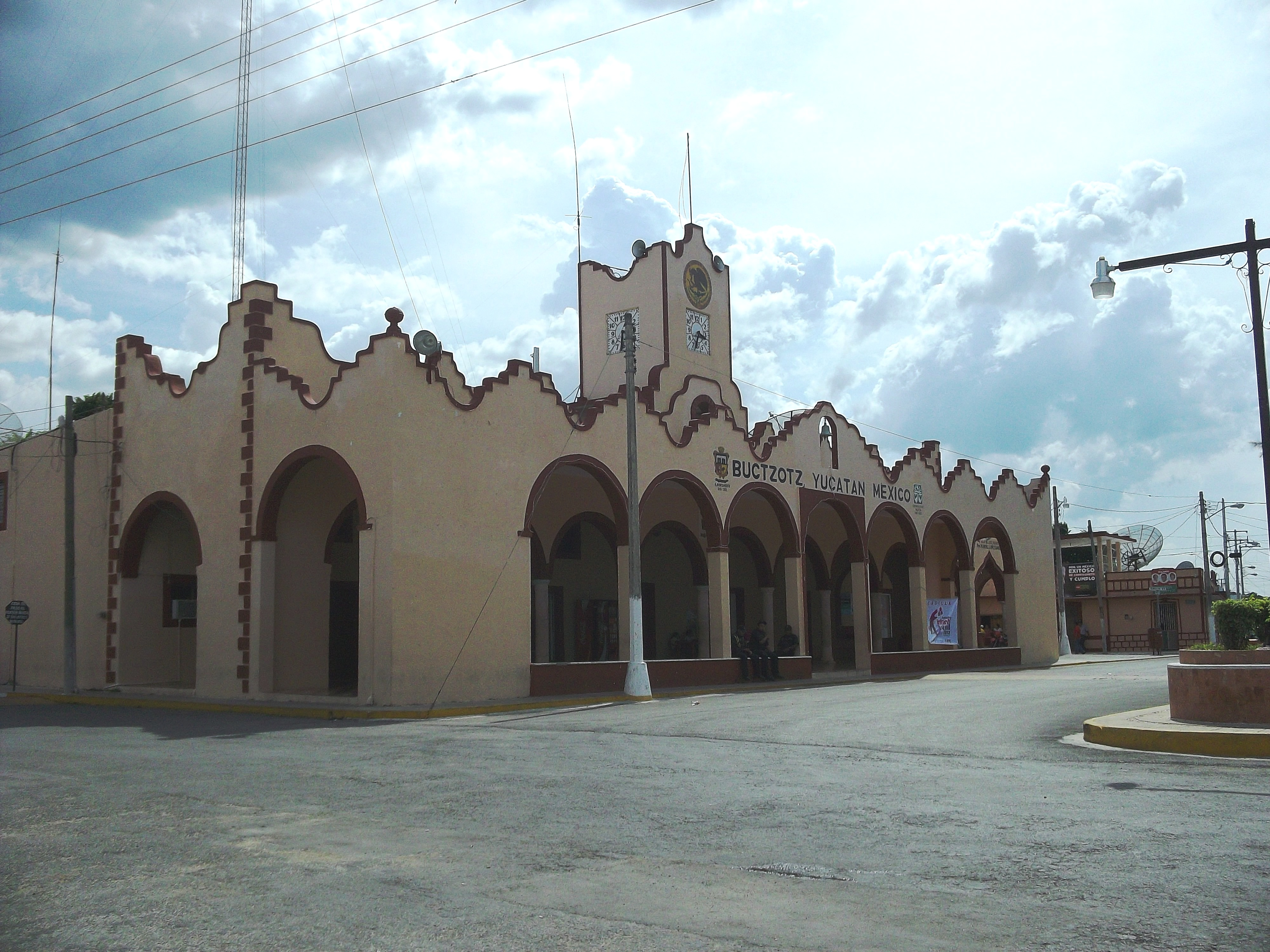
Palacio municipal de Buctzotz, Yucatán.

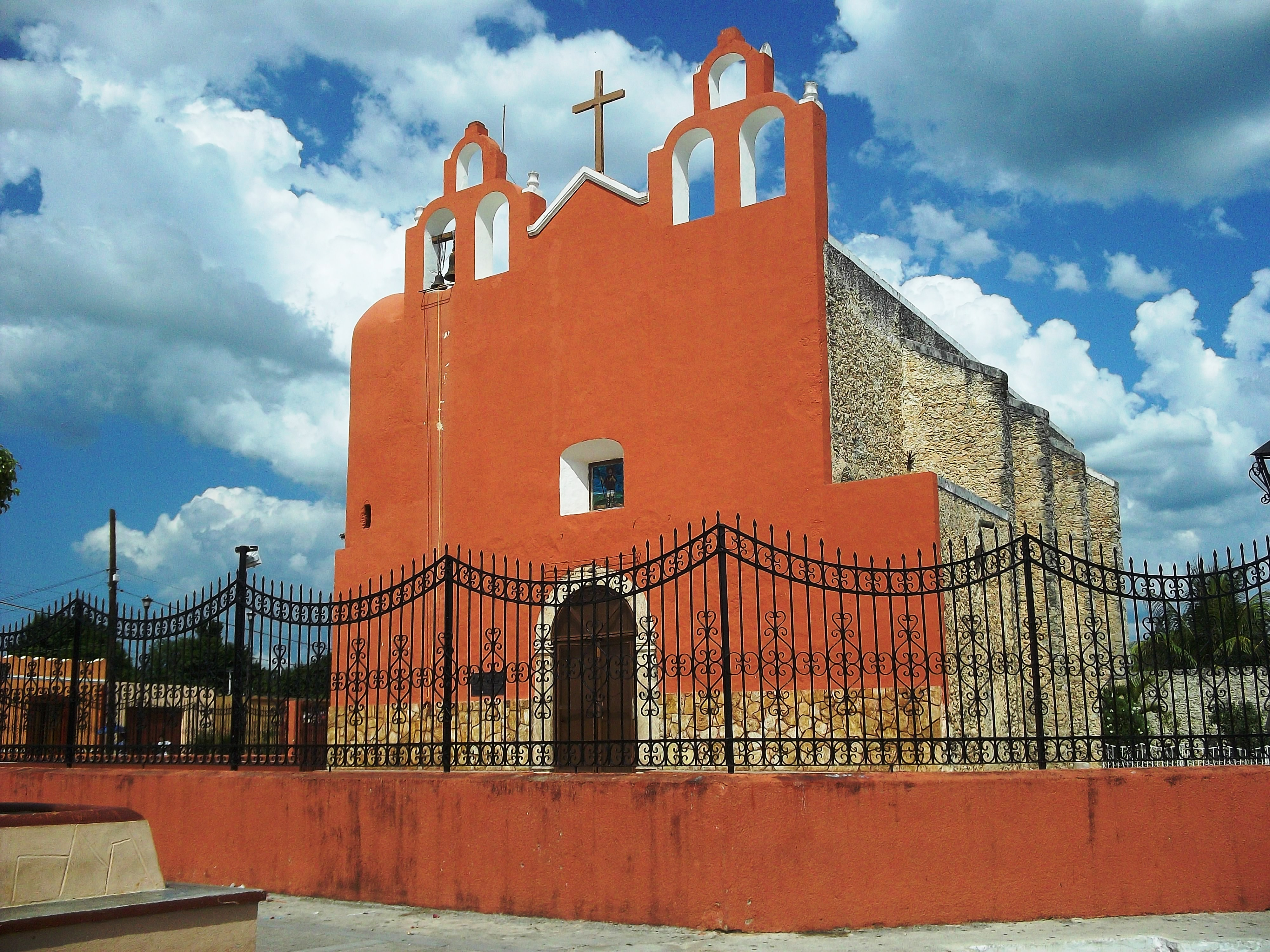
Iglesia de Buctzotz, Yucatán.

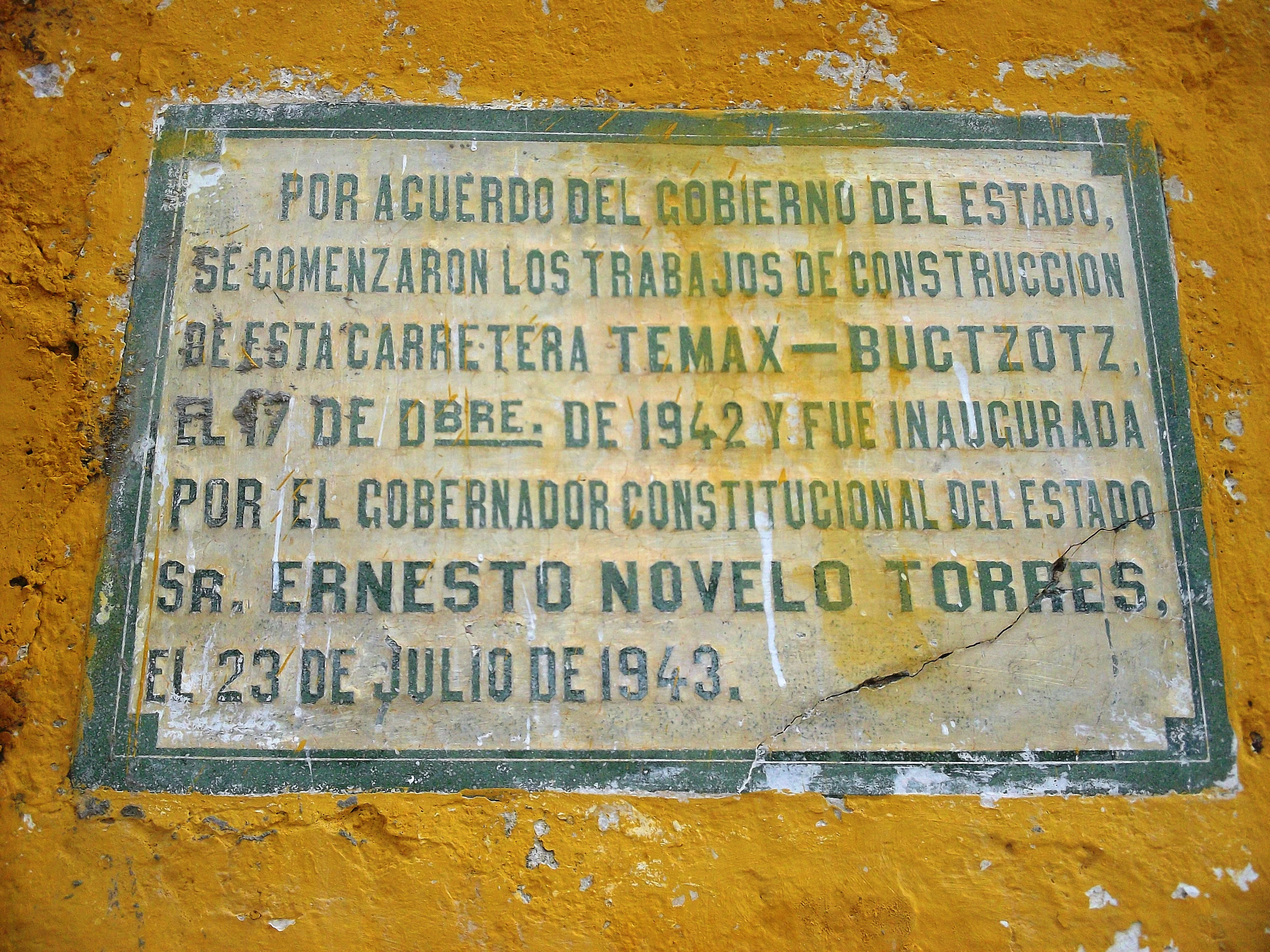
Carretera Buctzotz-Temax.

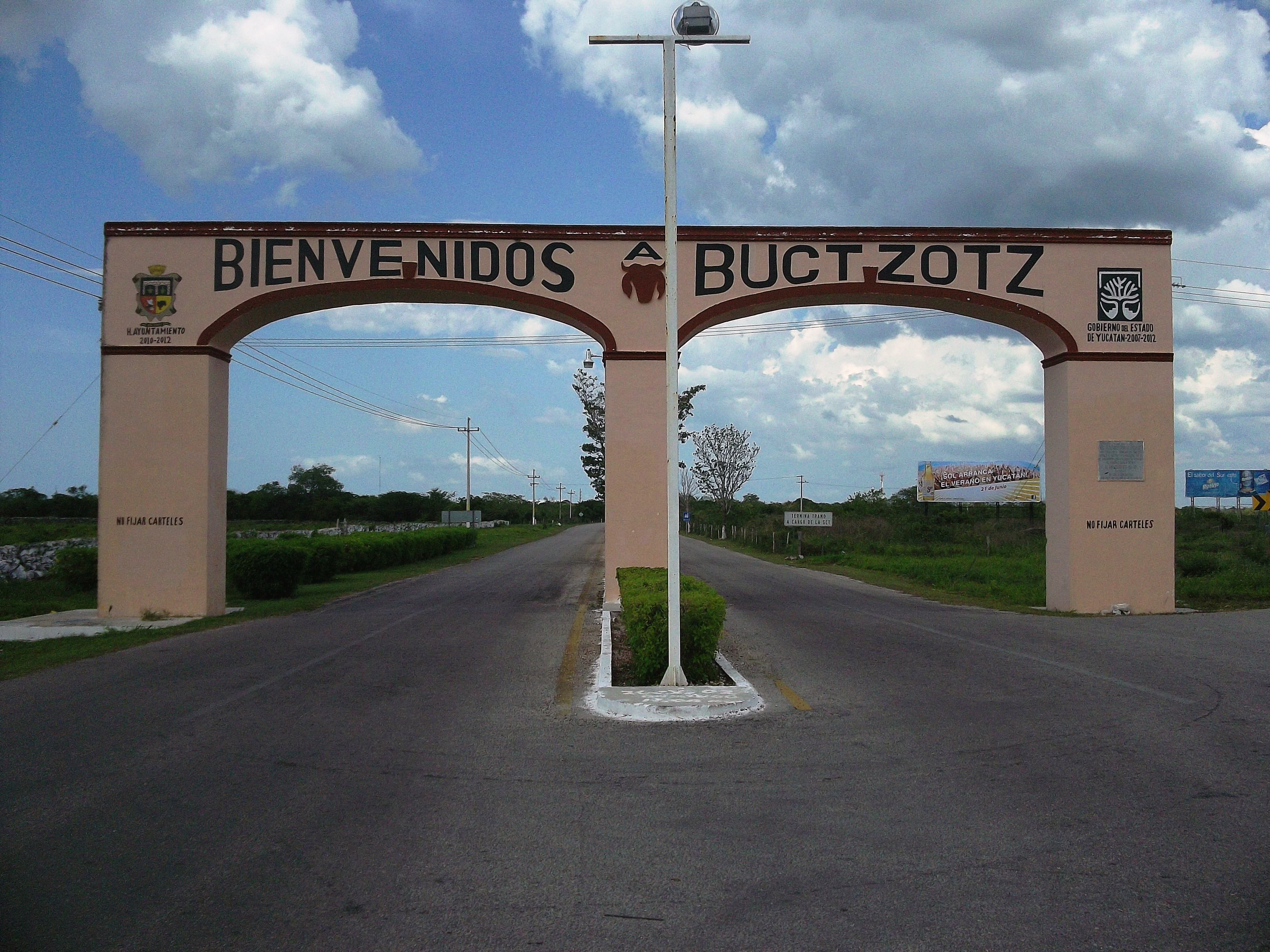
Entrada a Buctzotz, Yucatán.

El municipio de Buctzotz es uno de los 106 municipios que integran al estado mexicano de Yucatán, se localiza en el nor-oriente del mismo, cuenta con dieciocho localidades, y su cabecera es la población de Buctzotz.

## Toponimia
El nombre del municipio, Buctzotz, en lengua maya, quiere decir "traje o vestido de verda, pelo o cabello" por derivarse de las voces búuko', vestido o traje y tso'ots, pelo, cerda o cabello.

## Geografía

Mapa topográfico del municipio.

El municipio colinda al norte con Dzilam González, al oeste con Temax, al sur con Cenotillo, al este con Panabá, y al sureste con Espita y Sucilá.  Tiene una altitud promedio de 7 m s. n. m., y la cabecera municipal se encuentra a 89 km de distancia de la capital del estado. La superficie del municipio es de 523.45 km², lo cual representa el 1.25% del territorio estatal.

### Orografía e hidrografía
El terreno es plano y su clasificación es conocida como llanura de barrera con terreno rocoso y escarpado. Al igual que en la mayor parte de la Península de Yucatán no existen ríos superficiales, pues éstos, debido a la gran porosidad de la tierra, son subterráneos. Se tienen contabilizados 104 cenotes, el municipio forma parte de la Cuenca Yucatán de la Región hidrológica Yucatán Norte.

### Clima y ecosistemas
El clima es subhúmedo con lluvias entre mayo y julio, es decir, en la primera parte del verano. La temperatura promedio es de 26.3 °C,  y con una precipitación de 469 mm.
La vegetación se clasifica como selva baja caducifolia, los ejemplares más altos pueden alcanzar los 15 metros de altura; y las clases más comunes en la zona son amapola, chechén, colorín, ceiba y pucté. Al respecto de la fauna se pueden encontrar pequeños mamíferos, reptiles y aves.

## Demografía
La población del municipio de Buctzotz es de 8,379 personas de acuerdo al Conteo de Población y Vivienda realizado en 2005 por el Instituto Nacional de Estadística y Geografía, de dicho total, 4,196 son hombres y 4,183 son mujeres siendo por tanto el 50.07% de la población de sexo masculino; entre 2000 y 2005 la tasa de crecimiento poblacional registrada fue del 5.2%, es decir, un  promedio de 1.04% anual.

### Grupos étnicos
El principal grupo étnico de Buctzotz es de origen maya; de acuerdo al censo del INEGI del año 2000 se registraron 2,388 habitantes  hablantes de una lengua indígena. Se habla mayoritariamente el idioma maya.

### Localidades
En Buctzotz se encuentran un total de dieciocho localidades, las principales y su población total en 2005 son:
| Localidad       | Población |
| --------------- | --------- |
| Total Municipio | 8,379     |
| Buctzotz        | 7,229     |
| X-bec           | 515       |
| La Gran Lucha   | 211       |
| Santo Domingo   | 194       |
| San Francisco   | 136       |
|                 |           |

## Política
Formado por un presidente municipal y siete regidores y un secretario, quienes determinan la normatividad para Desarrollo urbano, obras públicas, servicios públicos, ecología, parques, aseo urbano, nomenclatura y cementerio.

### Representación legislativa
Para la elección de Diputados locales al Congreso de Yucatán y de Diputados federales al Congreso de la Unión, el municipio de Conkal se encuentra integrado en los siguientes distritos electorales:
- X Distrito Electoral Local de Yucatán.[13]
- I Distrito Electoral Federal de Yucatán.[14]